# Желько Калац
Желько Калац (англ. Željko Kalac, нар. 16 грудня 1972, Сідней) — австралійський футболіст, що грав на позиції воротаря. По завершенні ігрової кар'єри — тренер воротарів. Наразі входить до тренерського штабу клубу «Вестерн Сідней Вондерерз».
Виступав, зокрема, за клуб «Мілан», а також національну збірну Австралії.

## Клубна кар'єра
Народився 16 грудня 1972 року в місті Сідней. Є вихованцем австралійського клубу «Сідней Кроація» (з 1993 року — «Сідней Юнайтед»). У сезоні 1989/90 у віці 18 років був переведений в першу команду, ставши запасним воротарем і дублером Тоні Франкена. Він провів 11 матчів у сезоні внаслідок травми основного голкіпера. У наступному сезоні у футболіста не було можливості зіграти, але вона з'явилася після того, як Франкен перебрався в «Ляйкгард Тайгерс».
У сезоні 1991/92 Калац поступився місце першого воротаря молодому Марку Боснічу, але незабаром Босніч перейшов в «Астон Віллу». Проте внаслідок виключення «Ляйкгарда» з NSL через фінансові проблеми у «Сідней Юнайтед» повернувся Франкен. Тим не менш, першого воротаря в команді не було, і після чергування першого номера у сезоні 1992/93 Калац забронював за собою місце основного голкіпера «Сідней Юнайтед», і залишався таким до 1995 року, до переїзду в Європу.
У грудні 1995 року Желько перейшов до англійського «Лестер Сіті», але закріпитись в Європі не зумів, зігравши всього 3 матчі (один в чемпіонаті, один в кубку Англії і один у товариській грі проти «Вулвергемптона»). У наступному сезоні не відбувся перехід футболіста в «Вулвергемптон» через проблеми з отриманням дозволу на роботу в Англії, після чого Калац повернувся в Австралію в «Сідней Юнайтед». Наступні два сезони ознаменувалися 46 зіграними матчами перед поверненням до Європи.

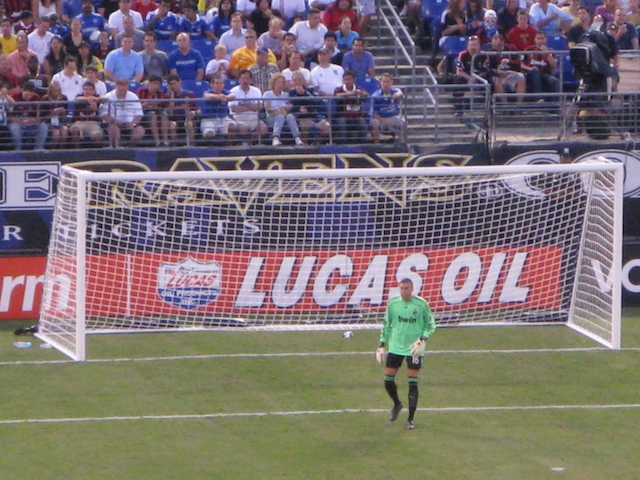
Желько Калац під час виступів за «Мілан». 24 липня 2009 року

Влітку 1998 року гравець був придбаний голландською «Родою», де він провів 4 сезони (115 повних матчів в Ередивізі), дебютувавши також в Кубку УЄФА в матчі проти «Рейкявіка» (3:0). Крім того, брав участь у поєдинку 1/8 фіналу Кубка УЄФА в сезоні 2001/02 28 лютого 2002 року проти «Мілана» на стадіоні Сан-Сіро. У цьому матчі, що завершився перемогою «Мілана», Калац провів всі 90 хвилин. Желько провів прекрасну гру, зробивши ряд важливих сейвів. У підсумку «Мілан» переміг з рахунком 3:2 в серії післяматчевих пенальті. Після цього протистояння Лучано Гауччі зазначив гравця в список головних трансферних придбань.
Влітку 2002 року футболіст переходить в італійську «Перуджу». У першому сезоні за нову команду він провів 22 гри в Серії А, дебютувавши 15 вересня 2002 року в матчі проти «Реджини» (0:2). У наступному сезоні 2003/04 «Перуджа» зайняла 15 місце і вилетіла в Серію Б, у цьому сезоні воротар з'явився на полі 29 разів. В кінці сезону 2004/05 команда не пройшла плей-оф і не зуміла повернутися в Серію А, таким чином, голкіпер взяв участь у 29 матчах Серії Б та 3 в Кубку Італії.
Влітку 2005 року воротар на правах вільного агента перейшов в «Мілан», ставши наступником основного голкіпера Діди. У своєму першому сезоні в складі «россонері» він рідко привертав до себе увагу Карло Анчелотті, зігравши лише 2 гри в чемпіонаті, 4 в Кубку Італії і один матч в Лізі Чемпіонів. Свій другий сезон австралієць також провів за спиною Діди. Після того, як бразилець отримав важку травму (розрив зв'язок лівого коліна), Желько відіграв поєдинок у Лізі Чемпіонів проти грецького АЕКа (0:1). Калац успішно замінив Діду і дебютував як основний воротар у домашньому поєдинку проти «Мессіни» в чемпіонаті Італії, який завершився перемогою «россонері» з рахунком 1:0 завдяки голу Паоло Мальдіні. У зв'язку зі складністю пошкодження Діди Калац був основним воротарем протягом двох наступних місяців, включаючи поєдинок проти «Реджини» (3:1) 14 січня 2007 року, в якому футболіст отримав травму і був змушений пропустити близько 2 місяців. Місце у воротах зайняв третій воротар клубу Марко Сторарі.
У березні 2007 Калац продовжив контракт з «Міланом» до 2009 року і в тому ж році став з командою переможцем Ліги чемпіонів УЄФА, володарем Суперкубка УЄФА та Клубним чемпіоном світу, проте в усіх вирішальних матчах залишався на лаві запасних.
В сезоні 2007/08 він провів 6 ігор чемпіонату як перший воротар через чергову травму Діди (проти «Палермо», «Катанії», «Удінезе», «Аталанти», «Дженоа» і «Реджини»), а також два матчі Ліги Чемпіонів проти «Шахтаря» і «Селтіка», через дискваліфікацію Діди), завоювавши місце основного воротаря в матчі з «Фіорентиною» 3 лютого 2008 року, навіть при тому, що Діда відновився від травми і готовий вийти на поле. Його самовіддача змусила керівництво «россонері» продовжити з ним контракт до 30 червня 2010 року, але після сезону, в якому він вийшов на поле лише один разо, 12 серпня 2009 року Желько за взаємною згодою розірвав контракт з керівництвом міланської команди.
2 вересня 2009 року Калац підписав дворічний контракт з грецькою командою «Кавала», де провів наступний сезон, зігравши в 9 матчах Суперліги.
Завершив професійну ігрову кар'єру на бвтьківщині, виступаючи за клуби «Сідней Юнайтед» та «Гобарт Зебрас».

## Виступи за збірну
У складі юнацької збірної Калац брав участь у юнацькому чемпіонаті світу U-16 в 1989 році, як змінник Марка Шварцера, а потім на молодіжному чемпіонаті світу U-20 1991 року, також другим воротарем, але цього разу за спиною Босніча. Калац дебютував у дорослій збірній у 1992 році — Австралія 1:0.
11 серпня 1992 року дебютував в офіційних матчах у складі національної збірної Австралії в товариській грі проти збірної Малайзії (0:1), пропустивши гол. Після цього Калац був незамінною фігурою збірної Австралії протягом більш ніж 14 років, більшу частину яких був дублером спочатку Марка Босніча, а потім Марка Шварцера.
Калач взяв участь у різних турнірах, включаючи Кубок Океанії, в якому тричі ставав чемпіоном. Крім того був учасником розіграшу Кубка конфедерацій 1997 року у Саудівській Аравії та 2005 року у Німеччині.
Наступного року Калац був викликаний Гусом Хіддінком, головним тренером Австралії, на чемпіонату світу 2006 року у Німеччині, де провів лише одну гру проти збірної Хорватії (2:2). Його збірна вибула на стадії 1/8 плей-оф проти Італії, майбутніх чемпіонів світу, програвги з рахунком 1:0. 4 жовтня він оголосив про завершення кар'єри в національній збірній і 7 жовтня провів свій останній матч за збірну проти збірної Парагваю. У цій же грі свою міжнародну кар'єру завершили Тоні Попович (58 матчів за збірну), Тоні Відмар (76 матчів) і Стен Лазарідіс (71 матч).
Всього протягом кар'єри у національній команді, яка тривала 15 років, провів у формі головної команди країни 54 матчі, пропустивши 41 гол.

## Кар'єра тренера
Розпочав тренерську кар'єру невдовзі по завершенні кар'єри гравця, 2011 року, ставши тренером воротарів клубу «Сідней».
З 2015 року працює тренером вортарів у клубі «Вестерн Сідней Вондерерз».
| Дата       | Місто           | Господарі          | Результат | Гості              | Турнір               | Голи | Примітки       |
| ---------- | --------------- | ------------------ | --------- | ------------------ | -------------------- | ---- | -------------- |
| 11/08/1992 | Джакарта        | Малайзія           | 1 – 0     | Австралія          | товариський матч     | -1   | Presidents Cup |
| 22/05/1994 | Хіросіма        | Японія             | 1 – 1     | Австралія          | Kirin Cup            | -    |                |
| 25/05/1994 | Кобе            | Франція            | 1 – 0     | Австралія          | Kirin Cup            | -1   |                |
| 08/06/1994 | Аделаїда        | Австралія          | 1 – 1     | ПАР                | товариський матч     | -    |                |
| 24/09/1994 | Куала-Лумпур    | Кувейт             | 0 – 0     | Австралія          | товариський матч     | -    |                |
| 29/09/1994 | Токіо           | Японія             | 0 – 0     | Австралія          | товариський матч     | -    |                |
| 08/02/1995 | Брисбен         | Австралія          | 0 – 0     | Колумбія           | товариський матч     | -    |                |
| 11/02/1995 | Сідней          | Австралія          | 0 – 1     | Колумбія           | товариський матч     | -1   |                |
| 15/02/1995 | Сідней          | Австралія          | 2 – 1     | Японія             | товариський матч     | -1   |                |
| 18/06/1995 | Сідней          | Австралія          | 2 – 1     | Гана               | товариський матч     | -1   |                |
| 21/06/1995 | Аделаїда        | Австралія          | 1 – 0     | Гана               | товариський матч     | -    |                |
| 24/06/1995 | Перт            | Австралія          | 0 – 1     | Гана               | товариський матч     | -1   |                |
| 29/09/1995 | Кільмес         | Аргентина          | 2 – 0     | Австралія          | товариський матч     | -2   |                |
| 25/02/1996 | Брисбен         | Австралія          | 0 – 2     | Швеція             | товариський матч     | -2   |                |
| 28/02/1996 | Сідней          | Австралія          | 0 – 0     | Швеція             | товариський матч     | -    |                |
| 14/09/1996 | Дурбан          | Гана               | 0 – 2     | Австралія          | товариський матч     | -    | Simba Cup      |
| 18/09/1996 | Йоганнесбург    | ПАР                | 2 – 0     | Австралія          | товариський матч     | -2   | Simba Cup      |
| 29/09/1996 | Ер-Ріяд         | Саудівська Аравія  | 0 – 0     | Австралія          | товариський матч     | -    |                |
| 27/10/1996 | Папеете         | Таїті              | 0 – 6     | Австралія          | Кубок націй ОФК 1996 | -    |                |
| 01/11/1996 | Канберра        | Австралія          | 5 – 0     | Таїті              | Кубок націй ОФК 1996 | -    |                |
| 18/01/1997 | Мельбурн        | Австралія          | 1 – 0     | Нова Зеландія      | товариський матч     | -    |                |
| 22/01/1997 | Брисбен         | Австралія          | 2 – 1     | Південна Корея     | товариський матч     | -1   |                |
| 25/01/1997 | Сідней          | Австралія          | 1 – 0     | Норвегія           | товариський матч     | -    |                |
| 13/06/1997 | Сідней          | Австралія          | 5 – 0     | Таїті              | Відбір до ЧС 1998    | -    |                |
| 01/10/1997 | Туніс (місто)   | Туніс              | 0 – 3     | Австралія          | товариський матч     | -    |                |
| 12/12/1997 | Ер-Ріяд         | Австралія          | 3 – 1     | Мексика            | Кубок Конфедерацій   | -1   |                |
| 07/02/1998 | Мельбурн        | Австралія          | 0 – 1     | Чилі               | товариський матч     | -1   |                |
| 15/02/1998 | Аделаїда        | Австралія          | 0 – 3     | Японія             | товариський матч     | -3   |                |
| 06/06/1998 | Загреб          | Хорватія           | 7 – 0     | Австралія          | товариський матч     | -7   |                |
| 29/03/2000 | Тепліце         | Чехія              | 3 – 1     | Австралія          | товариський матч     | -3   |                |
| 09/06/2000 | Сідней          | Австралія          | 0 – 0     | Парагвай           | товариський матч     | -    |                |
| 15/06/2000 | Мельбурн        | Австралія          | 2 – 1     | Парагвай           | товариський матч     | -1   |                |
| 19/06/2000 | Папеете         | Острови Кука       | 0 – 17    | Австралія          | Кубок націй ОФК 2000 | -    |                |
| 23/06/2000 | Папеете         | Соломонові Острови | 0 – 6     | Австралія          | Кубок націй ОФК 2000 | -    |                |
| 25/06/2000 | Папеете         | Вануату            | 0 – 1     | Австралія          | Кубок націй ОФК 2000 | -    |                |
| 28/06/2000 | Папеете         | Нова Зеландія      | 0 – 2     | Австралія          | Кубок націй ОФК 2000 | -    |                |
| 04/10/2000 | Дубай (місто)   | Кувейт             | 0 – 1     | Австралія          | товариський матч     | -    |                |
| 07/10/2000 | Дубай (місто)   | Південна Корея     | 4 – 2     | Австралія          | товариський матч     | -4   |                |
| 07/09/2003 | Редінг (Англія) | Австралія          | 2 – 1     | Ямайка             | товариський матч     | -    |                |
| 21/05/2004 | Сідней          | Австралія          | 1 – 3     | Туреччина          | товариський матч     | -    |                |
| 24/05/2004 | Мельбурн        | Австралія          | 0 – 1     | Туреччина          | товариський матч     | -1   |                |
| 29/05/2004 | Аделаїда        | Австралія          | 1 – 0     | Нова Зеландія      | Кубок націй ОФК 2004 | -    | [ 3 ]          |
| 31/05/2004 | Аделаїда        | Австралія          | 9 – 0     | Таїті              | Кубок націй ОФК 2004 | -    | [ 3 ]          |
| 02/06/2004 | Аделаїда        | Австралія          | 6 – 1     | Фіджі              | Кубок націй ОФК 2004 | -1   | [ 3 ]          |
| 04/06/2004 | Аделаїда        | Австралія          | 3 – 0     | Вануату            | Кубок націй ОФК 2004 | -    | [ 3 ]          |
| 06/06/2004 | Аделаїда        | Австралія          | 2 – 2     | Соломонові Острови | Кубок націй ОФК 2004 | -2   | [ 3 ]          |
| 29/03/2005 | Перт            | Австралія          | 1 – 0     | Індонезія          | товариський матч     | -    |                |
| 09/06/2005 | Лондон          | Австралія          | 1 – 0     | Нова Зеландія      | товариський матч     | -    |                |
| 07/09/2005 | Перт            | Соломонові Острови | 1 – 2     | Австралія          | Відбір до ЧС 2006    | -1   |                |
| 09/10/2005 | Лондон          | Австралія          | 5 – 0     | Ямайка             | товариський матч     | -    |                |
| 25/05/2006 | Мельбурн        | Австралія          | 1 – 0     | Греція             | товариський матч     | -    |                |
| 07/06/2006 | Ульм            | Ліхтенштейн        | 1 – 3     | Австралія          | товариський матч     | -1   |                |
| 22/06/2006 | Штутгарт        | Хорватія           | 2 – 2     | Австралія          | ЧС 2006 - 1-й етап   | -2   |                |
| 07/06/2006 | Брисбен         | Австралія          | 1 – 1     | Парагвай           | товариський матч     | -    |                |
| Усього     |                 | Матчів (16 місце)  | 54        |                    | Голів                | -41  |                |

## Титули і досягнення
- Переможець Ліги чемпіонів УЄФА (1):

«Мілан»: 2006-07
- Володар Суперкубка УЄФА (1):

«Мілан»: 2007
- Клубний чемпіон світу (1):

«Мілан»: 2007
- Володар Кубка Інтертото (1):

«Перуджа»: 2003
- Володар Кубка Нідерландів (1):

«Рода»: 1999-00
- Переможець Юнацького чемпіонату ОФК: 1989
- Переможець Молодіжного чемпіонату ОФК: 1990
- Володар Кубка націй ОФК: 1996, 2000, 2004